# Полтев Віталій Миколайович
Віталій Миколайович Полтев (нар. 6 червня 1945) — радянський і російський тенісист, тренер. Майстер спорту СРСР, Заслужений тренер РРФСР, кандидат психологічних наук.

## Біографія
Народився в 1945 році. У теніс почав грати ще в дитинстві, у віці восьми років. Брав участь в московських і всесоюзних змаганнях спочатку серед юнаків, потім і серед дорослих. Також брав участь в чемпіонатах СРСР (1955-1981 рр.).
Закінчив Державний Центральний ордена Леніна інститут фізичної культури. Займався науковою діяльністю, має ступінь кандидата психологічних наук. Захистив дисертацію на тему «Психилогические особенности спортивного обучения». Є автором ряду статей з питань техніки і тактики тенісу.
На тренерській роботі - з 1967 року. Був членом московських і всесоюзних тренерських рад (1969-1986 рр.). Працював тренером в ЦСКА (1967-1969 рр., 1971-1977 рр.), ДСТ «Труд» (1981-1984 рр.) і «Динамо» (1984-1986 рр.), а також в різних приватних тенісних клубах (з 1986 г.). Є засновником і директором «Нового тенісного клубу» в Москві (з 1993 р. ) .
За роки тренерської роботи брав участь у спортивній підготовці безлічі видатних тенісистів. Серед підопічних Віталія Миколайовича Полтева - О. Ліфанова, чемпіонка Європи і СРСР  ; Д. Ломанов , володар Кубка СРСР; К. Пугаєв, чемпіон Кубка Девіса  .